# タマアジサイ
タマアジサイ（玉紫陽花、学名: Hydrangea involucrata）は、アジサイ科アジサイ属の1種の落葉低木。つぼみが球形であることから名付けられた。

## 分布
日本の東北地方南部（福島県）、関東地方、岐阜県までの中部地方、伊豆諸島、四国、九州、トカラ列島に分布する。
山地の谷間や沢沿い、やや湿った林縁、道路法面などに自生する。

## 形態
落葉広葉樹の低木で、高さ約1 - 2メートル (m) 程度になる。葉や幹など全体に短毛が生えており、ざらつく。樹皮は灰白色から茶褐色で、成長するに従って薄く剥がれる。
葉に葉柄があり、枝に対生し、葉は長さ10 – 21センチメートル (cm) の楕円形で先がとがる。葉縁は細かい鋸歯があり、葉の表面、裏面とも短い毛が生え、触るとざらつく。
花期は8 - 9月。苞に包まれた球状のつぼみが開くと、淡紫色の両性花が多数現れ、その周囲に花弁4枚の白い装飾花が囲む。装飾花は大きさ20 – 32ミリメートル (mm) で、両性花は大きさ2 - 5 mmあり、花序は直径10 – 15 cmである。つぼみの大きさは径1.5 cm、長さ1.2 cm程度で、開花に従い包んでいた苞は落ちる。山地で自生する場合、花は8 – 9月に咲くが、平地で栽培しているものは6 – 7月ごろに咲き始める。実は熟すと裂ける。冬でも枯れ残った装飾花のついた果序が残っている。
冬芽は芽鱗に包まれた長さ6 - 8 mmの頂芽が枝先に1個つき、側芽は頂芽よりも小さく枝に対生してつく。芽鱗は薄く、枝と共に粗い毛が多く生えている。冬芽の下にある葉痕はV字形から三角形で、維管束痕が3 - 5個ある。

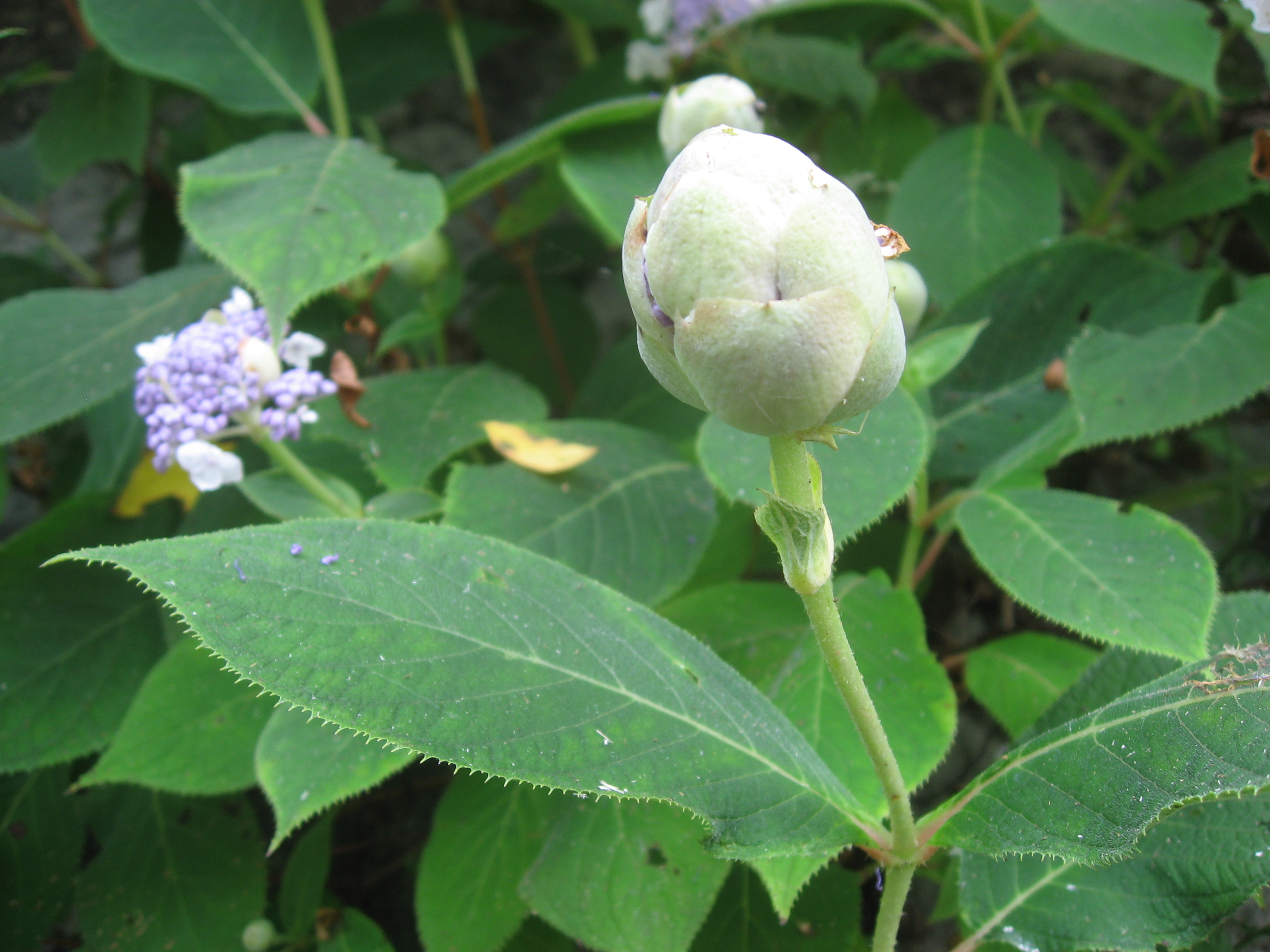
タマアジサイのつぼみ

## 系統
アジサイ属タマアジサイ亜節 Asperae + バイカアマチャ属 Platycrater からなる系統に属し、その中でおそらく最初に分岐した。

## 利用
かつてタバコの代用品や混ぜものとして使われ、「ヤマタバコ」の別名がある。